# القضايا السياسية في الكويت
من القضايا السياسية المهمة في الكويت حقوق العمال المهاجرين، والأشخاص عديمي الجنسية، وإصلاح التعليم. الكويت لديها أكبر عدد من الأشخاص عديمي الجنسية في المنطقة بأكملها. قضية البدون في الكويت طائفية إلى حد كبير.

## العمال الأجانب
منذ سبعينيات القرن الماضي، تعلن الحكومة الكويتية سنويًا أن الكويت ستقلل من عدد الوافدين. وتنتقد منظمات حقوق الإنسان الكويت بشكل متكرر بسبب انتهاكات حقوق الإنسان تجاه الرعايا الأجانب. ويشكل الأجانب 70% من إجمالي سكان الكويت. ويترك نظام الكفالة الرعايا الأجانب عرضة للاستغلال. كما أن الترحيل الإداري شائع جدًا في الكويت للمخالفات البسيطة، بما في ذلك مخالفات المرور البسيطة. وتُعد الكويت واحدة من أسوأ الدول في العالم في مجال الاتجار بالبشر. ويتعرض مئات الآلاف من الرعايا الأجانب لانتهاكات عديدة لحقوق الإنسان، بما في ذلك الظروف اللاإنسانية للعبودية غير الطوعية من قبل أصحاب العمل في الكويت. ويتعرضون للإيذاء البدني والجنسي، وعدم دفع الأجور، وظروف العمل السيئة، والتهديدات، والحبس في المنزل، واحتجاز جوازات السفر لتقييد حريتهم في التنقل.
ومن بين المعتدين المتكررين شركة الخرافي وأولاده والشركة التابعة لها الخرافي الوطنية والتي استشهدت بها منظمات حقوق الإنسان وتقرير وزارة الخارجية الأمريكية حول ممارسات حقوق الإنسان في الكويت. واتهمت العديد من منظمات حقوق الإنسان الكويت باتباع سياسات الفصل العنصري تجاه الأجانب.
تُعتبر الكويت من أكثر الدول كراهيةً للأجانب في العالم. وقد اقترح نائب كويتي مؤخرًا تقييد إقامة جميع الوافدين في الكويت بخمس سنوات فقط، وسيتم ترحيل جميع الوافدين بعد إقامتهم فيها لمدة خمس سنوات. ودعا نائب كويتي آخر مؤخرًا إلى ترحيل 1.4يعتقد المشرعون أنه ينبغي ترحيل 280 ألف وافد سنويًا. كما حظرت الكويت على الوافدين القيادة.
في أغسطس/آب 2008، أعلن عبد الله الرومي أنه سيُعدّ قانونًا لإلغاء نظام الكفالة للعمال الأجانب في الكويت، والذي يُلزم الوافدين بكفالة صاحب عمل محلي للحصول على تصريح عمل: "يجب أن تكون الحكومة هي الكفيل الوحيد لدينا عشرات العزاب المقيمين في الكويت، مرتكبو جرائم مماثلة. يعود الكثير منها إلى قضية "الاتجار بالبشر" التي تُشوّه سمعة الكويت."
في النقاشات السياسية حول الحد الأدنى للأجور في الكويت، رفض بعض السياسيين الزيادات السابقة في الأجور ووصفوها بأنها "ضئيلة للغاية" وغير كافية لمواجهة الارتفاعات الحادة في أسعار المستهلك. في 21 فبراير 2008، وافقت الدولة على زيادة شهرية قدرها 120 دينارًا (440 دولارًا) للمواطنين في القطاعين العام والخاص بعد أن بلغ التضخم 7.3%، وهو أعلى مستوى له في 15 عامًا. كما قررت زيادة رواتب الأجانب العاملين في الحكومة بمقدار 50 دينارًا (183 دولارًا). وردًا على ذلك، قال العنزي: "نرفض هذه الزيادة لأنها أقل بكثير من التوقعات. ونحث الحكومة على مراجعة قرارها".
في 22 سبتمبر/أيلول 2008، طالب السياسي صالح الملا وزير الشؤون الاجتماعية والعمل بدر الدويلة بقائمة بالشركات المتورطة في الاتجار بالبشر. كما سأل الملا عن الإجراءات المتخذة ضد الشركات المخالفة، والخطوات الأخرى التي ستُتخذ مستقبلًا لمنع تكرار مثل هذه الانتهاكات.

## البدون

#### التاريخ
الكويت لديها أكبر عدد من الأشخاص عديمي الجنسية في المنطقة بأكملها. ينتمي معظم البدون عديمي الجنسية في الكويت إلى القبائل الشمالية، وخاصة اتحاد قبائل المنتفق. تنتمي أقلية من البدون عديمي الجنسية في الكويت إلى مجتمع العجم.
بموجب أحكام قانون الجنسية الكويتي رقم 15/1959، فإن جميع البدون في الكويت مؤهلون للحصول على الجنسية الكويتية بالتجنس. ومن الناحية العملية، يُعتقد على نطاق واسع أن السنة من أصل فارسي أو السعوديين الفبليين يمكنهم بسهولة الحصول على الجنسية الكويتية بينما لا يستطيع البدون من أصل قبلي عراقي ذلك. ونتيجة لذلك، يشعر العديد من البدون في الكويت بالضغط لإخفاء خلفيتهم.
من عام 1965 حتى عام 1985، تم التعامل مع البدون كمواطنين كويتيين وضمان حصولهم على الجنسية: كان لديهم حرية الوصول إلى التعليم والرعاية الصحية وجميع الامتيازات الأخرى للمواطنة. شكل البدون عديمي الجنسية ما بين 80-90% من الجيش الكويتي في السبعينيات والثمانينيات حتى حرب الخليج.
في عام 1985، في ذروة الحرب العراقية الإيرانية، أُعيد تصنيف البدون على أنهم "مقيمين غير شرعيين" وحُرموا من الجنسية الكويتية والامتيازات المصاحبة لها. هددت الحرب العراقية الإيرانية الاستقرار الداخلي للكويت، وخشيت السلطات من الخلفية الطائفية للبدون عديمي الجنسية. تتداخل قضية البدون في الكويت "مع الحساسيات التاريخية بشأن النفوذ العراقي داخل الكويت"، حيث يُعتقد أن العديد من أولئك الذين حُرموا من الجنسية الكويتية قد نشأوا في العراق.
في عام 1985، نجا الأمير آنذاك، جابر الأحمد الصباح، من محاولة اغتيال. وبعد محاولة الاغتيال، غيرت الحكومة وضع البدون من مقيمين قانونيين إلى مقيمين غير قانونيين. وبحلول عام 1986، تم استبعاد البدون تمامًا من نفس الحقوق الاجتماعية والاقتصادية التي يتمتع بها المواطنون الكويتيون.
منذ عام 1986، رفضت الحكومة الكويتية منح البدون أي شكل من أشكال الوثائق، بما في ذلك شهادات الميلاد والوفاة وبطاقات الهوية وشهادات الزواج ورخص القيادة. كما يواجه البدون قيودًا كثيرة في العمل والسفر والتعليم، ولا يُسمح لهم بتعليم أبنائهم في المدارس والجامعات الحكومية.
في عام 1995، أفادت منظمة هيومن رايتس ووتش بوجود 300 ألف شخص من البدون عديمي الجنسية، وقد كررت الحكومة البريطانية هذا الرقم رسميًا.
وفقًا للعديد من منظمات حقوق الإنسان، فإن دولة الكويت ترتكب تطهيرًا عرقيًا وإبادة جماعية ضد البدون عديمي الجنسية. في عام 1995، ورد في البرلمان البريطاني أن عائلة آل صباح الحاكمة رحلت 150 ألفًا من البدون عديمي الجنسية إلى مخيمات اللاجئين في الصحراء الكويتية بالقرب من الحدود العراقية مع الحد الأدنى من المياه ونقص الغذاء وعدم وجود مأوى أساسي، وأنهم تعرضوا للتهديد بالقتل إذا عادوا إلى ديارهم في مدينة الكويت. ونتيجة لذلك، فر العديد من البدون عديمي الجنسية إلى العراق، حيث لا يزالون أشخاصًا عديمي الجنسية حتى اليوم. كما تُتهم الحكومة الكويتية بمحاولة تزوير جنسياتهم في الوثائق الرسمية للدولة. وكانت هناك تقارير عن حالات اختفاء قسري ومقابر جماعية للبدون.
وجاء في تقرير منظمة هيومن رايتس ووتش لعام 1995:
إن مجمل معاملة البدون يُعادل سياسة تجريد السكان الأصليين من جنسيتهم، وحصرهم في حياة أشبه بنظام الفصل العنصري في بلدهم. إن سياسة الحكومة الكويتية المتمثلة في مضايقة البدون وترهيبهم، وحرمانهم من حق الإقامة القانونية والعمل والسفر والتنقل، تُخالف المبادئ الأساسية لحقوق الإنسان. إن حرمان البدون من الجنسية يُمثل انتهاكًا واضحًا للقانون الدولي. كما أن حرمان البدون من حقهم في تقديم التماسات إلى المحاكم للطعن في القرارات الحكومية المتعلقة بمطالباتهم بالجنسية والإقامة القانونية في البلاد يُمثل انتهاكًا للحق العالمي في الإجراءات القانونية الواجبة والمساواة أمام القانون.
وقال النائب البريطاني جورج جالواي:
من بين جميع فظائع حقوق الإنسان التي ارتكبتها الأسرة الحاكمة في الكويت، فإن أسوأها وأعظمها هو ما ارتكب بحق البدون. هناك أكثر من 300 ألف من البدون - أي ثلث سكان الكويت الأصليين. نصفهم - 150 ألفًا - أجبرهم النظام على النزوح إلى مخيمات اللاجئين في الصحراء عبر الحدود العراقية، وتركهم هناك ليموتوا جوعًا. أما الـ 150 ألفًا الآخرون، فلا يُعاملون كمواطنين من الدرجة الثانية أو حتى الخامسة، بل كأي مواطن عادي. إنهم محرومون من جميع الحقوق. إنها لفضيحة أن لا أحد تقريبًا في العالم يكترث لمحنة 300 ألف شخص، طُردوا منهم 150 ألفًا من أرضهم التي عاشوا فيها، بينما عاش الكثيرون منهم في الكويت لقرون عديدة.
بحلول عام 2004، لم يشكل البدون سوى 40% من الجيش الكويتي، وهو انخفاض كبير عن وجودهم في السبعينيات والثمانينيات. في عام 2013، قدرت حكومة المملكة المتحدة وجود 110729 من البدون "الموثقين" في الكويت، دون إعطاء تقدير إجمالي، لكنها لاحظت أن جميع الأفراد عديمي الجنسية في الكويت لا يزالون معرضين لخطر الاضطهاد وانتهاكات حقوق الإنسان. يتم تصنيف البدون عمومًا إلى ثلاث مجموعات: أفراد القبائل عديمي الجنسية، والشرطة/الجيش عديمي الجنسية، والأطفال عديمي الجنسية للنساء الكويتيات المتزوجات من رجال البدون. وفقًا للحكومة الكويتية، لا يوجد سوى 93000 من البدون "الموثقين" في الكويت. في عام 2018، ادعت الحكومة الكويتية أنها ستقوم بتجنيس ما يصل إلى 4000 من البدون عديمي الجنسية سنويًا، لكن هذا يعتبر غير مرجح. في عام 2019، أعلنت السفارة الإيرانية في الكويت أنها تقدم الجنسية الإيرانية لبدون عديمي الجنسية من أصل إيراني.
وفي السنوات الأخيرة، ارتفع معدل الانتحار بين البدون بشكل حاد.
لدى دولة الكويت قانون رسمي للجنسية يمنح غير المواطنين مسارًا قانونيًا للحصول على الجنسية. ومع ذلك، نظرًا لأن الوصول إلى الجنسية في الكويت يخضع لسيطرة استبدادية من قبل عائلة آل صباح الحاكمة، فإنه لا يخضع لأي إشراف تنظيمي خارجي. يتم تنفيذ أحكام التجنس في قانون الجنسية بشكل تعسفي وتفتقر إلى الشفافية. يمنع الافتقار إلى الشفافية غير المواطنين من الحصول على فرصة عادلة للحصول على الجنسية. ونتيجة لذلك، تمكنت عائلة آل صباح الحاكمة من التلاعب بالتجنيس لأسباب ذات دوافع سياسية. في العقود الثلاثة التي تلت الاستقلال في عام 1961، قامت عائلة آل صباح الحاكمة بتجنيس مئات الآلاف من المهاجرين البدو الأجانب معظمهم من المملكة العربية السعودية. بحلول عام 1980، تم تجنيس ما يصل إلى 200000 مهاجر في الكويت. طوال الثمانينيات، استمرت سياسة التجنيس ذات الدوافع السياسية لآل الصباح. لم يتم تنظيم عمليات التجنيس أو الموافقة عليها بموجب القانون الكويتي. العدد الدقيق لعمليات التجنيس غير معروف ولكن يُقدر أن ما يصل إلى 400000 مهاجر تم تجنيسهم بشكل غير قانوني في الكويت. تم تجنيس المهاجرين البدو الأجانب بشكل أساسي لتغيير التركيبة السكانية للسكان المواطنين بطريقة جعلت سلطة عائلة آل صباح الحاكمة أكثر أمانًا. ونتيجة لعمليات التجنيس ذات الدوافع السياسية، تجاوز عدد المواطنين المجنسين عدد البدون في الكويت. شجعت عائلة آل صباح الحاكمة بنشاط المهاجرين البدو الأجانب على الهجرة إلى الكويت. فضلت عائلة آل صباح الحاكمة تجنيس المهاجرين البدو لأنهم اعتبروا موالين للعائلة الحاكمة، على عكس المغتربين الفلسطينيين واللبنانيين والسوريين النشطين سياسياً في الكويت. كان المواطنون المجنسون في الغالب من المهاجرين السعوديين السنة من القبائل الجنوبية. وبناءً على ذلك، لا ينتمي أي من البدون عديمي الجنسية في الكويت إلى قبيلة عجمان.
إن عدم امتلاك النظام القضائي الكويتي للسلطة للحكم في الجنسية يزيد من تعقيد أزمة البدون، مما لا يترك للبدون أي إمكانية للوصول إلى القضاء لتقديم الأدلة والدفاع عن قضيتهم للحصول على الجنسية. وعلى الرغم من أن غير المواطنين يشكلون 70% من إجمالي سكان الكويت، فإن عائلة آل صباح الحاكمة تنكر باستمرار الجنسية لمعظم غير المواطنين، بمن فيهم أولئك الذين يستوفون تمامًا متطلبات التجنس كما هو منصوص عليه في قانون الجنسية الرسمي للدولة. ووفقًا لتقديرات غير رسمية، فإن 60-80% من البدون في الكويت هم من المسلمين الشيعة ونتيجة لذلك، يُعتقد على نطاق واسع أن قضية البدون في الكويت ذات طبيعة طائفية. تسمح السلطات الكويتية بتزوير مئات الآلاف من التجنيسات ذات الدوافع السياسية بينما تحرم البدون في نفس الوقت من الجنسية. وقد لاحظت الأمم المتحدة والناشطون السياسيون والعلماء والباحثون وحتى أفراد عائلة الصباح التجنيسات ذات الدوافع السياسية. ويعتبر على نطاق واسع شكلاً من أشكال الهندسة الديموغرافية المتعمدة وقد تم تشبيهه بسياسة التجنيس ذات الدوافع السياسية في البحرين. في دول مجلس التعاون الخليجي، يشار إلى سياسات التجنيس ذات الدوافع السياسية باسم "التجنيس السياسي".

#### طالبي اللجوء في أوروبا
يهاجر عدد كبير من البدون عديمي الجنسية بانتظام إلى أوروبا طالبي لجوء. وتُعدّ المملكة المتحدة الوجهة الأكثر شعبية لطالبي اللجوء البدون. ووفقًا لوزارة الداخلية، تُعدّ الكويت ثامن أكبر مصدر لطالبي اللجوء الذين يعبرون القناة الإنجليزية على متن قوارب صغيرة.

## تمويل الإرهاب
في مارس 2014، اتهم ديفيد إس. كوهين، وكيل وزارة الخزانة لشؤون الإرهاب والاستخبارات المالية آنذاك، الكويت بتمويل الإرهاب. منذ نهاية حرب الخليج عام 1991، أصبحت اتهامات تمويل الكويت للإرهاب شائعة جدًا وتأتي من مجموعة واسعة من المصادر بما في ذلك تقارير الاستخبارات ومسؤولي الحكومات الغربية والبحث العلمي والصحفيين المشهورين. من عام 2014 إلى عام 2015، وُصفت الكويت بشكل متكرر بأنها أكبر مصدر لتمويل الإرهاب في العالم، وخاصة بالنسبة لتنظيم داعش والقاعدة. في 26 يونيو/حزيران 2015، وقع تفجير انتحاري في مسجد شيعي بالكويت. أعلن تنظيم الدولة الإسلامية في العراق والشام مسؤوليته عن الهجوم. قُتل سبعة وعشرون شخصًا وجُرح 227 آخرون. في أعقاب ذلك، رُفعت دعوى قضائية تتهم الحكومة الكويتية بالإهمال والمسؤولية المباشرة عن الهجوم الإرهابي.

## الحقوق الفردية

#### السيطرة على الأسلحة
في فبراير/شباط 2005، وفي أعقاب موجة عنف تنظيم القاعدة، أقرّت الحكومة قانونًا يمنح الشرطة صلاحيات واسعة للبحث عن الأسلحة غير القانونية ومصادرتها. وكان هناك قانون مماثل عام 1992 لمعالجة الارتفاع الكبير في حيازة الأسلحة بعد غزو الكويت عام 1990. رفض المشرعون تمديد هذا القانون عام 1994، بحجة أن حيازة الأسلحة حقٌّ مشروع.

## الخدمات المصرفية والمالية

#### إنقاذ سوق الأوراق المالية
انتقد القلاف خطة الإنقاذ التي أقرتها الحكومة لسوق الأوراق المالية في أكتوبر/تشرين الأول 2008، زاعماً أنها ظلمت المستثمرين الصغار، ومعتبراً أن أموال الإنقاذ من الأفضل إنفاقها على البدلات الاجتماعية للجماهير.

## فساد

#### تحقيق الخطوط الجوية الكويتية
في 9 سبتمبر/أيلول 2007، استقال مجلس إدارة الخطوط الجوية الكويتية، برئاسة الشيخ طلال مبارك الصباح، أحد أفراد العائلة الحاكمة، إثر خلافات مع الحكومة حول صفقة بمليارات الدولارات لشراء طائرات جديدة. وفي يوليو/تموز، اتهم العوضي الشركة بإهدار المال العام، ودفع الحكومة إلى الموافقة على توصية لجنة تحقيق، دعت إلى إحالة كبار المسؤولين التنفيذيين في الشركة إلى النيابة العامة بتهمة ارتكاب مخالفات مالية وإدارية مزعومة.

#### تهريب الصقور
في 17 أبريل/نيسان 2007، قدّم الحربش وسياسيون آخرون وثائق إلى الحكومة زعموا فيها استيراد عدة شحنات من الصقور لـ"شخصيات نافذة" مؤخرًا دون إجراء فحوصات مناسبة. حظرت الكويت استيراد الطيور كإجراء احترازي من إنفلونزا الطيور، لكن الحظر خُفّف منذ يوليو/تموز 2006. يرى الحربش أن التهريب مثال على الفساد الذي يُعرّض البلاد لخطر إنفلونزا الطيور: "كان رفع الحظر عن الصقور كارثة. لماذا استُثنيت من الحظر رغم تحذيرات الأطباء؟" يقول الحربش إنه سيطلب من اللجنة الصحية دراسة الوضع وتقديم تقرير.
أعلنت الكويت عن إصابة 20 طائرًا، بما في ذلك 18 صقرًا، بفيروس إنفلونزا الطيور القاتل اتش5ان1 في 25 فبراير، وحتى الآن ارتفعت حالات الإصابة بإنفلونزا الطيور إلى 132 حالة. في نوفمبر 2005، اكتشفت الكويت أول حالة إصابة بطائر مصاب بسلالة اتش5ان1، طائر الفلامنجو في فيلا على شاطئ البحر.

#### إصلاحات الفيفا
وفي 8 فبراير 2008، وافق الغانم، بصفته رئيساً للجنة الشباب والرياضة، على إصلاح برنامج كرة القدم الكويتية بما يتماشى مع توصيات الاتحاد الدولي لكرة القدم (الفيفا).
في نوفمبر 2007، أوقف الاتحاد الدولي لكرة القدم (فيفا) مشاركة الكويت في جميع المباريات الدولية بسبب التدخل الحكومي في البرنامج الوطني لكرة القدم. بدأ النزاع مع انتخابات الكويت التي أُجريت في 9 أكتوبر لشغل مناصب رئيسية في اتحاد كرة القدم. رفض الفيفا والاتحاد الآسيوي لكرة القدم الاعتراف بهذه الانتخابات. وقال الفيفا إن الكويت تجاهلت "خارطة الطريق" التي وضعها الاتحادان للإصلاحات، والتي تلزمهما بتشكيل مجلس مؤقت لتنظيم انتخابات جديدة ووضع مبادئ توجيهية جديدة لمنع التدخل الحكومي في اللعبة.

## صناعة النفط

#### مشروع الكويت
مشروع الكويت هو مشروع بقيمة 7 دولارات خطةٌ تمتد لخمسة وعشرين عامًا، بقيمة مليار دولار أمريكي، وضعها المجلس الأعلى للبترول لأول مرة عام 1997، لزيادة إنتاج البلاد من النفط (وللمساعدة في تعويض الانخفاضات في حقل برقان الناضج)، بمساعدة شركات النفط العالمية. وتهدف الكويت تحديدًا إلى زيادة إنتاج خمسة حقول نفطية شمالية (العبدلي، والبحرة، والرتقة، والروضتين، والصابرية) من معدلها الحالي البالغ حوالي 650,000 برميل لكل يوم (103,000 م3/ي) إلى 900,000 برميل لكل يوم (140,000 م3/ي) خلال ثلاث سنوات.
يعارض الصانع مشروع الكويت والسماح لشركات النفط الأجنبية بدخول الكويت. في 23 ديسمبر/كانون الأول 2005، صرّح الصانع للصحافة بمعارضته دخول هذه الشركات الأجنبية لأن الدستور يمنع ذلك: "الخطوة التي تريد الحكومة اتخاذها مخالفة للقانون، وعلينا الوقوف ضدها بقوة... المسألة الدستورية هي الأهم. لسنا ضد الاستثمارات الأجنبية، لكن المشكلة تكمن في وجوب الالتزام بالدستور."